# Pont de l'Auliva
El Pont de l'Auliva és una pont de Tivissa (la Ribera d'Ebre) inclòs a l'Inventari del Patrimoni Arquitectònic de Catalunya.

## Descripció
Pont construït sota la carretera de la Serra d'Almos per salvar el desnivell del barranc de les Moles. És de dos trams amb ulls en forma d'arc de mig punt, definits amb carreus. El pilar central presenta un esperó semicircular. Queda rematat per un tauler pla delimitat amb baranes d'obra. És fet amb murs de maçoneria.

## Història
En obrir-se la carretera des de Tivissa a la N-420, que va des de Tarragona a Alcoleia del Pinar, va haver de construir-se aquest pont per salvar el desnivell del barranc de les Moles.